# Humenec
Humenec je malá vesnice, část obce Teplýšovice v okrese Benešov. Nachází se 1,5 km na jih od Teplýšovic. V roce 2009 zde bylo evidováno 39 adres. Severním okrajem osady protéká Křešický potok, který je levostranným přítokem řeky Sázavy. Humenec leží v katastrálním území Teplýšovice o výměře 5,16 km².

## Historie
První písemná zmínka o vesnici pochází z roku 1788.

## Další fotografie

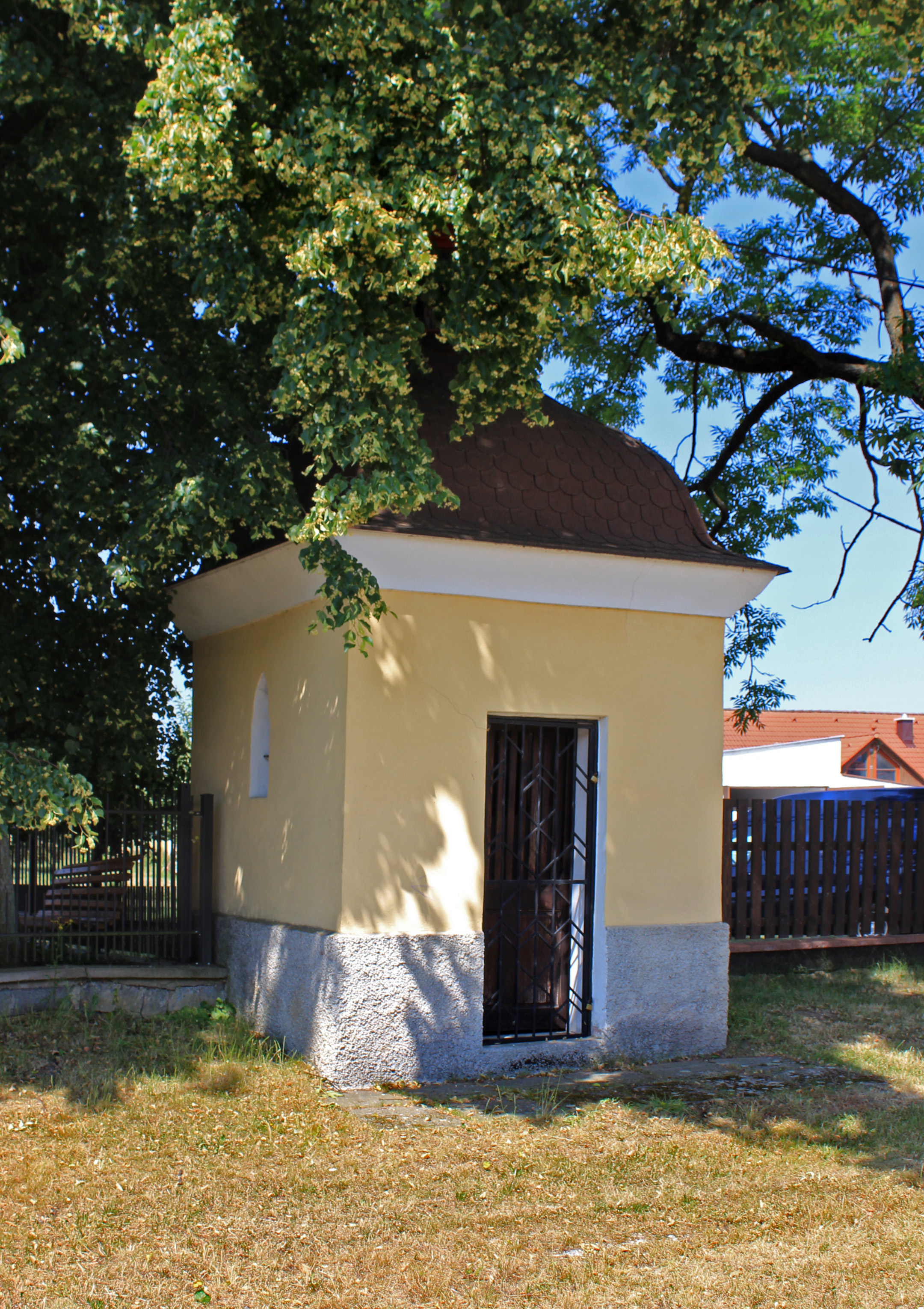
Kaplička pod lípou
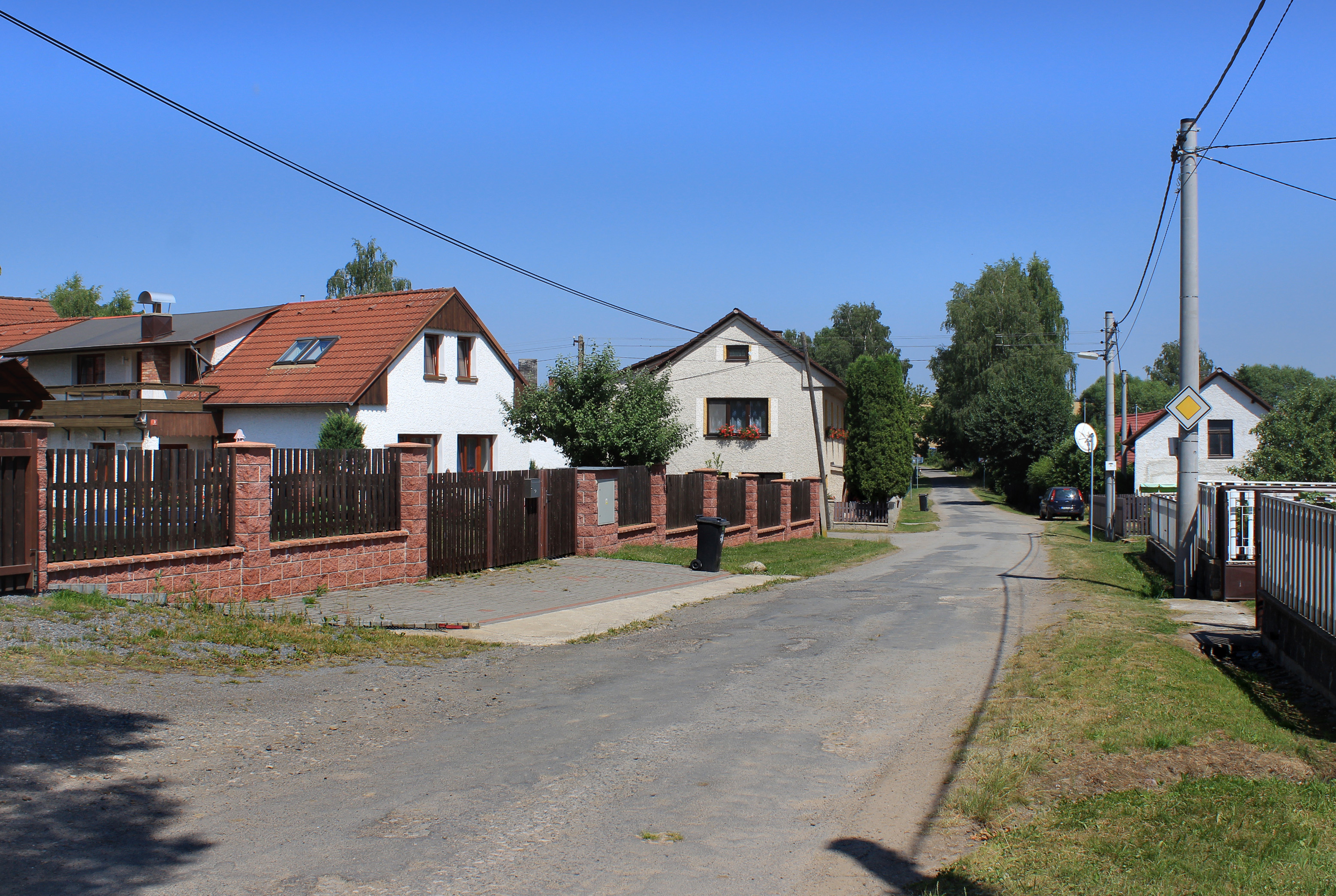
Silnice k Teplýšovicím
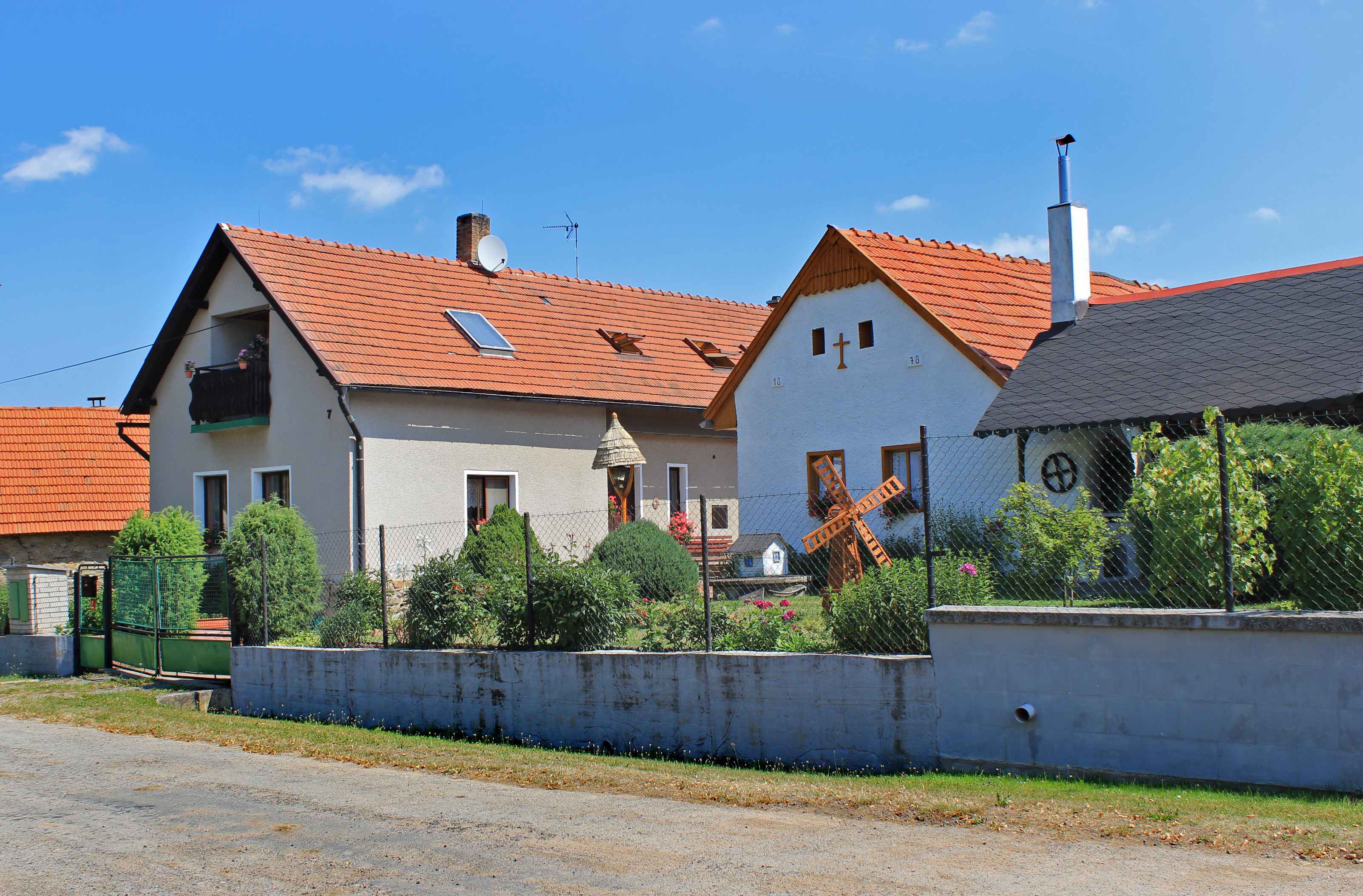
Dům čp. 7 s dřevěnými plastikami